# Parque nacional Odzala
El Parque nacional Odzala (en francés: Parc National d'Odzala) es el nombre que recibe un área protegida con el estatus de parque nacional en la región de Cuvette Oeste en el país africano de la República del Congo.
Fundado en 1935, el parque ahora cubre 13.600 kilómetros cuadrados. Se le conoce como una de las reservas más importantes de elefante del bosque y para la conservación del gorila occidental que queda en el África central.
A partir de 1996, toda la zona de la reserva se encuentra dentro de la zona de captación del río Mambili, que drena la zona hacia el sur. La región es muy variada debido a la yuxtaposición de varios tipos de hábitats, incluyendo sabanas, bosques y ríos.